# Piptocephalis xenophila
Piptocephalis xenophila är en svampart som beskrevs av Dobbs & M.P. English 1954. Piptocephalis xenophila ingår i släktet Piptocephalis och familjen Piptocephalidaceae.   Inga underarter finns listade i Catalogue of Life.